# Марков, Николай Львович
Никола́й Льво́вич Ма́рков (Марков 1-й)  (1841 — после 1917) — русский инженер путей сообщения и предприниматель, член Государственной думы 3-го и 4-го созывов от Тамбовской губернии.

## Биография
Родился в 1841 года в семье потомственных дворян Тамбовской губернии. 
По окончании Института Корпуса инженеров путей сообщения по 1-му разряду в 1863 году, поступил на службу в Киевский округ путей сообщения, а в 1864 году, по окончании постройки части образцового шоссе между станциями Лапотково и Доробино Тульской губернии, был переведён в департамент железных дорог. Пробыв здесь несколько месяцев, в 1865 году стал работать по постройкам железных дорог: Курско-Киевской, Ряжско-Моршанской, Московско-Курской, Московско-Ярославской и многих других. В 1875 году был приглашён на должность управляющего Ряжско-Моршанской железной дорогой, затем последовательно был управляющим Московско-Рязанской и начальником Тамбово-Саратовской железных дорог.
В 1885 году был переведён в Министерство путей сообщения в качестве заведующего эксплуатационным отделом железных дорог, а через год был назначен председателем временного Управления казённых дорог. В 1888 году вышел в отставку в чине действительного статского советника и перешёл на частную службу председателем правления Курско-Киевской железной дороги. В 1906 году был приглашён в Санкт-Петербург на пост председателя правления Юго-Восточных железных дорог. Кроме того, состоял членом совета Русско-Азиатского банка.
Общественную деятельность начал в 1876 году, когда был избран гласным Моршанского уездного и Тамбовского губернского земских собраний, а также почётным мировым судьёй Моршанского и Щигровского уездов.Был землевладельцем Кирсановского уезда (1800 десятин).
В 1907 году был избран членом III Государственной думы от Тамбовской губернии. Входил во фракцию октябристов. Состоял товарищем председателя бюджетной комиссии, председателем комиссии о путях сообщения, а также членом комиссий: по государственной обороне, финансовой и по переселенческому делу.
В 1912 году был переизбран в Государственную думу. Входил во фракцию октябристов, со 2-й сессии — во фракцию центра. Также входил в Прогрессивный блок. До 2 декабря 1916 года был председателем комиссии о путях сообщения. Состоял членом комиссий: по военным и морским делам, бюджетной, по исполнению государственной росписи доходов и расходов, и по рабочему вопросу. В дни Февральской революции находился в Тамбовской губернии, 8 марта вернулся в Петроград. Направил председателю Государственной думы М. В. Родзянке письмо, в котором обещал предоставить все свои силы «в распоряжение Временного правительства».
В мае 1917 года кирсановское имение Маркова было разгромлено местными крестьянами. В августе 1917 года участвовал в Государственном совещании в Москве. Дальнейшая судьба неизвестна.

## Семья
Жена — Павла Ивановна. Их дети:
- Николай, камергер.
- Ольга, с 31 января 1888 года замужем за Иваном Алексеевичем Лихачёвым.
- Наталия, замужем за камер-юнкером Лазаревым.
- Софья, замужем за полковником Генерального штаба Покровским.